# Феђа Дудић
Феђа Дудић (рођен 1. фебруара 1983) је босанскохерцеговачки професионални фудбалски тренер и бивши играч, тренутно нема ангажман, а последњи клуб који је тренирао је српски суперлигаш Раднички 1923.
Рођен у Сарајеву, Дудић је играо за оба највећа сарајевска клуба, Сарајево и Жељезничар, као и за више клубова у Босни и Херцеговини, Хрватској и Србији. Освојио је Прву лигу Хрватске са Загребом 2002. године, као и Куп Босне и Херцеговине са Сарајевом 2005. године. Титулу најбољег стрелца Премијер лиге БиХ освојио је у сезони 2009/10, играјући за Травник.
Дудић је започео своју тренерску каријеру у ГОШК-у из Габеле. Потом је 2019. године преузео Вележ из Мостара, са којим је постигао значајан успех квалификујући клуб у квалификације за Лигу конференција 2021/22, што је био први европски наступ Вележа после 33 године. Са Вележом је 2022. године освојио Куп Босне и Херцеговине. Након тог успеха, у јуну исте године преузео је ФК Сарајево, где је остао до октобра 2022. године. У септембру 2023. године именован је за тренера српског клуба Раднички 1923 са којим је обезбедио излазак у Европу.

## Играчка каријера
Рођен у Сарајеву, Дудић је започео каријеру у омладинским селекцијама ФК Сарајево. У младим годинама преселио се у Хрватску, где је постао део шампионске екипе Загреба у сезони 2001/02.
Кратко је био на позајмици у ТШК Тополовац, а затим се вратио у Босну и Херцеговину, где је играо за клубове попут Слободе, Бротња, Сарајева (са којим је освојио Куп БиХ 2005. године), Травника и Жељезничара. Током сезоне 2005/06 играо је за Карловац у Другој ХНЛ.
Лета 2010. године, након што је као играч Травника био најбољи стрелац Премијер лиге БиХ са 16 голова, отишао је на пробу у Хајдук Сплит, али је уместо тога потписао за Вараждин, са којим је стигао до финала Купа Хрватске 2010/11.
Лета 2011. године потписао је за ГОШК Габелу, али је већ у зимском прелазном року прешао у Нови Пазар, који је појачавао тим играчима из БиХ, међу којима је био и Адмир Рашчић.
Након периода у Новом Пазару, играо је за Славију Источно Сарајево, Травник и Звијезду Градачац, након чега се повукао из професионалног фудбала 2016. године у 33. години.

## Тренерска каријера
Након завршетка играчке каријере, Дудић је 2016. постао помоћни тренер у Травнику, где је остао до јуна 2017. године. Дана 27. новембра 2017. године именован је за новог тренера ГОШК-а након оставке Славена Мусе. Под његовим вођством, ГОШК је завршио на 7. месту у сезони 2017/18. Током сезоне 2018/19, клуб је започео добро, али је након серије лоших резултата, укључујући реми 0:0 са Челиком 26. септембра 2018. године поднео оставку.
Дана 5. августа 2019. године преузео је Вележ. Дебитовао је ремијем 0:0 против Слободе Тузла 10. августа 2019. године, а прву победу остварио је 17. августа 2019. против Широког Бријега (1:0). Прву победу у Мостарском дербију Вележ је под његовим вођством остварио 19. октобра 2019. године против Зринског (1:0), што је био први тријумф Вележа у том дуелу после више од 5 година.
У првој утакмици сезоне 2020/21, 1. августа 2020. године, Вележ је доживео тежак пораз од 3–0 против Жељезничара, али је у другој утакмици, 8. августа, Дудићев тим успео да победи градског ривала Зрински по други пут заредом. Вележ је 31. октобра 2020. године, поражен од Зринског у Мостарском дербију, а Дудић је преузео одговорност за пораз. Дана 28. децембра 2020. године, продужио је уговор са клубом до јуна 2023. године. Током сезоне 2020/21, Дудић је поставио нови рекорд са Вележом, не изгубивши 16 узастопних првенствених утакмица, након што је 8. маја 2021. године одиграо нерешено против Зринског у Мостарском дербију. Сезону је завршио на трећем месту, чиме је Вележ обезбедио пласман у квалификације за Лигу конференција 2021/22, што је било њихово прво учешће у европским такмичењима након 33 године.  Дудић је проглашен за најбољег тренера сезоне у Премијер лиги Босне и Херцеговине.
Дудићев Вележ је сезону 2021/22 отворио квалификацијама за Лигу конференција, прво елиминишући полупрофесионални северноирски клуб Колерејн. У другом колу квалификација, његов тим је приредио велико изненађење избацивши грчког великана АЕК из Атине. Међутим, у трећем квалификационом колу, Вележ је елиминисан од шведског Елфсборга, чиме је окончана њихова европска „бајка“. Вележ је добро започео домаћу сезону, победивши тим Посушја 19. јула 2021. године. Након те победе, Дудићев тим је ушао у кратак низ од три утакмице без победе, али га је прекинуо тријумфом над Широким Бријегом 22. августа 2021. године. Два месеца касније, 31. октобра, након нове серије лоших резултата, Дудић је поднео оставку на место тренера Вележа после разочаравајућег пораза у првенству од Радника.  Међутим, већ наредног дана, управа клуба је одбила његову оставку, те је остао на челу тима. Дана 19. маја 2022. године, Дудић је предводио Вележ до освајања првог Купа Босне и Херцеговине у историји клуба, након победе у пенал серији, пошто је финална утакмица против Сарајева завршена без голова (0–0).
Дудић је 2. јуна 2022. године потписао двогодишњи уговор са Сарајевом, са опцијом да остане у клубу најмање до 2025. године. У својој првој утакмици као тренер Сарајева, његов тим је 24. јула 2022. победио Борац Бања Луку. Након што је остварио још две првенствене победе против Слоге Добој и Посушја, 10. августа 2022. године, Дудићев тим је доживео тежак пораз од 5:1 против Тузла Ситија. То је био најтежи пораз Сарајева у историји Премијер лиге БиХ. Сарајево је 26. августа 2022. године, одиграло нерешено против Жељезничара у првом Сарајевском дербију под Дудићевим вођством. Након серије лоших резултата, која је кулминирала елиминацијом у првом колу Купа БиХ од Челика Зеница, Дудић је 19. октобра 2022. године поднео оставку на место тренера, само четири месеца након што је преузео клуб.
Дана 24. септембра 2023. године, Дудић је потписао уговор са српским суперлигашем Радничким 1923 из Крагујевца. У тренутку његовог именовања, тим је заузимао последње место на табели након седам одиграних првенствених утакмица. На клупи Радничког је дебитовао победом од 2:0 на гостовању против Железничара у Панчеву. Дудић је довео тим до полуфинала Купа Србије, где су елиминисани од Војводине након касног победничког гола. На крају сезоне, Раднички је успео да заврши на петом месту и обезбеди пласман у другу рунду квалификација за Лигу конференција. После елиминације Радничког од Класквика са Фарских Острва, Феђа Дудић је поднео оставку.